# Quinindé

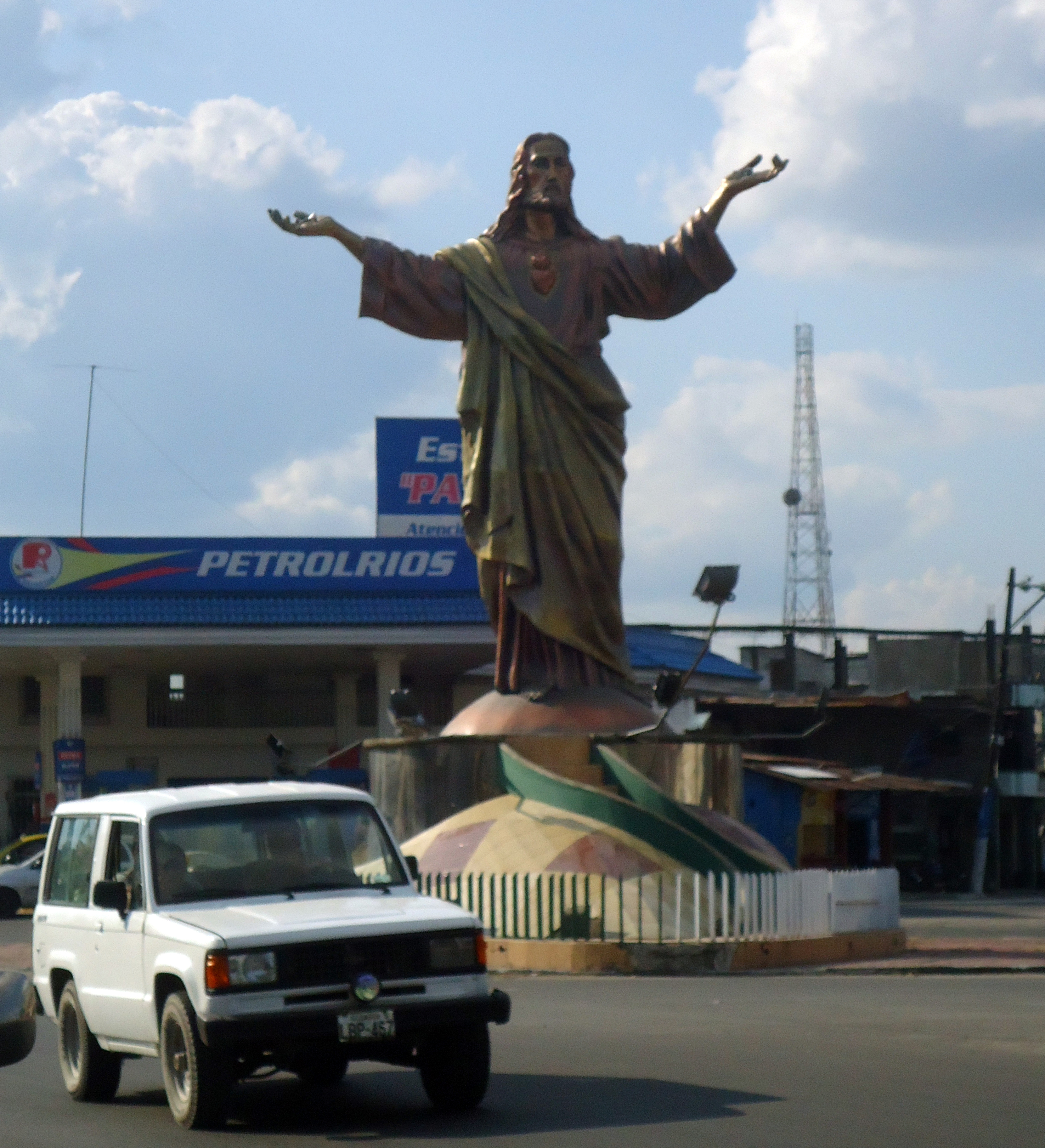
Monumento do Sagrado Corazón de Jesus

Quinindé é um cantão do Equador localizado na província de Esmeraldas.
A capital do cantão é a cidade de Rosa Zárate.
Até 1967, Quinindé foi uma paróquia do cantão de Esmeraldas que se chamava Rosa Zárate e foi criada em 1927.
O clima de Quinindé é tropical úmido, com duas estações: seca e chuvosa.

## Paróquias
Integram a jurisdição cantonal de Quinindé a paróquia urbana de Rosa Zárate, sede do cantão, e as paróquias rurais de Cube, Viche, Chura, Malimpia e La Unión.